# (1354) Botha
(1354) Botha es un asteroide perteneciente al cinturón de asteroides descubierto por Cyril V. Jackson desde el observatorio Union de Johannesburgo, República Sudaficana, el 3 de abril de 1935.

## Designación y nombre
Botha fue designado inicialmente como 1935 GK.
Más tarde se nombró en honor del político sudafricano Louis Botha (1862-1919).

## Características orbitales
Botha está situado a una distancia media del Sol de 3,125 ua, pudiendo alejarse hasta 3,803 ua y acercarse hasta 2,447 ua. Tiene una excentricidad de 0,2169 y una inclinación orbital de 5,957°. Emplea 2018 días en completar una órbita alrededor del Sol.